# Spizocorys conirostris
Spizocorys conirostris é uma espécie de ave da família Alaudidae.
Pode ser encontrada nos seguintes países: Botswana, Lesoto, Namíbia, África do Sul e Zâmbia.
Os seus habitats naturais são: campos de gramíneas subtropicais ou tropicais secos de baixa altitude.